# Medicago littoralis
Medicago littoralis ist eine Pflanzenart aus der Gattung Schneckenklee (Medicago) innerhalb der Familie der Hülsenfrüchtler (Fabaceae).

## Beschreibung

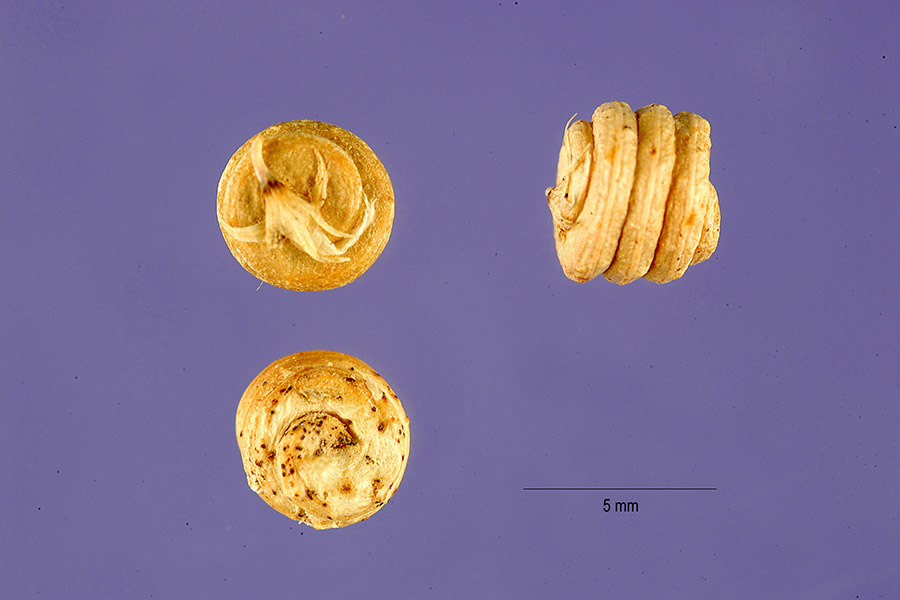
Früchte

### Vegetative Merkmale
Medicago littoralis ist eine einjährige, krautige Pflanze. Sie ist niederliegend und erreicht Wuchshöhen zwischen 10 und 40 Zentimetern erreicht. Die wechselständig und spiralig angeordneten, gestielten Laubblätter sind  dreiteilig gefiedert. Die Fiederblättchen sind verkehrt-dreieckig bis verkehrt-eiförmig. Sie sind 5 bis 10 Millimeter lang und 3 bis 12 Millimeter breit. Der Spreitenrand ist im oberen Teil gesägt. Die Spreiten sind beidseitig dicht behaart. Die Nebenblätter sind gezähnelt.

### Generative Merkmale
Die traubigen Blütenstände enthalten zwei bis acht Blüten. Die Blütenstandsachse ist um ein Drittel länger als der Blattstiel des angrenzenden Blattes. Der Schaft des Blütenstands ist 12 bis 30 Millimeter lang. Der Kelch ist behaart und 2,5 bis 3,5 Millimeter lang. Die Kronblätter bilden die typische Form einer Schmetterlingsblüte. Sie sind 3 bis 7 Millimeter lang.
Die Hülsenfrüchte sind schneckenartig eingerollt und bestachelt. Die Schnecken sind klein, zylindrisch und kahl. Die Stacheln sind zwischen 4 und 5 Millimeter lang und stehen im Winkel von 90° bis 120° zur Windungsoberfläche. Jede Hülsenfrucht enthält drei Samen.

### Chromosomenzahl
Die Chromosomenzahl beträgt 2n = 14+0-1B oder 16.

## Ökologie
Medicago littoralis lebt in einer mutualistischen Symbiose mit dem Knöllchenbakterium (Rhizobiaceae) Sinorhizobium meliloti. Dieses besitzt die Fähigkeit, elementaren, molekularen Stickstoff zu binden.

## Verbreitung
Medicago littoralis ist im Mittelmeerraum heimisch und kommt sowohl in den europäischen Mittelmeeranrainerstaaten, als auch im Nahen Osten und in Nordafrika vor. Sie ist außerdem auch auf den Kanaren, am Schwarzen Meer und am Kaspischen Meer verbreitet. Neophytische Vorkommen finden sich an der Ostküste der Vereinigten Staaten und im westlichen sowie südlichen Australien.

## Taxonomie
Medicago littoralis wurde 1810 von Jean-Louis-Auguste Loiseleur-Deslongchamps in Notice sur les plantes à ajouter à la Flore de France (Flora gallica); avec quelques corrections et observations; ... Seite 118 erstveröffentlicht. Er übernahm damit einen Namen von Michael Rohde (1782–1812).

## Kultur
Medicago littoralis wird als Futterpflanze verwendet, dabei kann sie sowohl zu Heu als auch zu Silage verarbeitet werden. Die Erträge liegen dann bei 1,2 bis 5 Tonnen Silage pro Hektar beziehungsweise 0,4 bis 2,6 Tonnen Heu pro Hektar.